# Bracia Kapranowowie

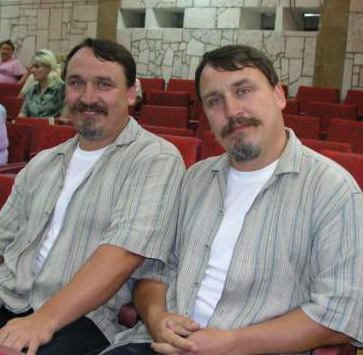
Witalij i Dmytro Kapranowowie

Witalij i Dmytro Kapranowowie (Bracia Kapranowowie, ukr. Брати Капранови) — ukraińscy wydawcy, pisarze, publicyści.

## Życiorys
Urodzili się 24 lipca 1967 roku w Dubossarach (Mołdawia). Dzieciństwo spędzili w Oczakowie, w obwodzie mikołajowskim Ukrainy, tam też w 1984 roku ukończyli szkołę średnią. W szkole nie uczyli się języka ukraińskiego. Poza szkołą ogólnokształcącą ukończyli sportową (walka w stylu greko-rzymskim) i muzyczną (klasa fortepianu). Wykształcenie wyższe otrzymali w Uralskim Instytucie Politechnicznym w Swierdłowsku i w Moskiewskim Instytucie Energetycznym w specjalności „cybernetyka techniczna”. W 1988 roku zawarli związki małżeńskie z bliźniaczkami (aktualnie właścicielkami firmy turystycznej) i przenieśli się do Moskwy. Mają synów i córkę. Pracowali na różnych stanowiskach w przemyśle farmaceutycznym i winiarskim.
Dmytro Kapranow zmarł 16 kwietnia 2024.

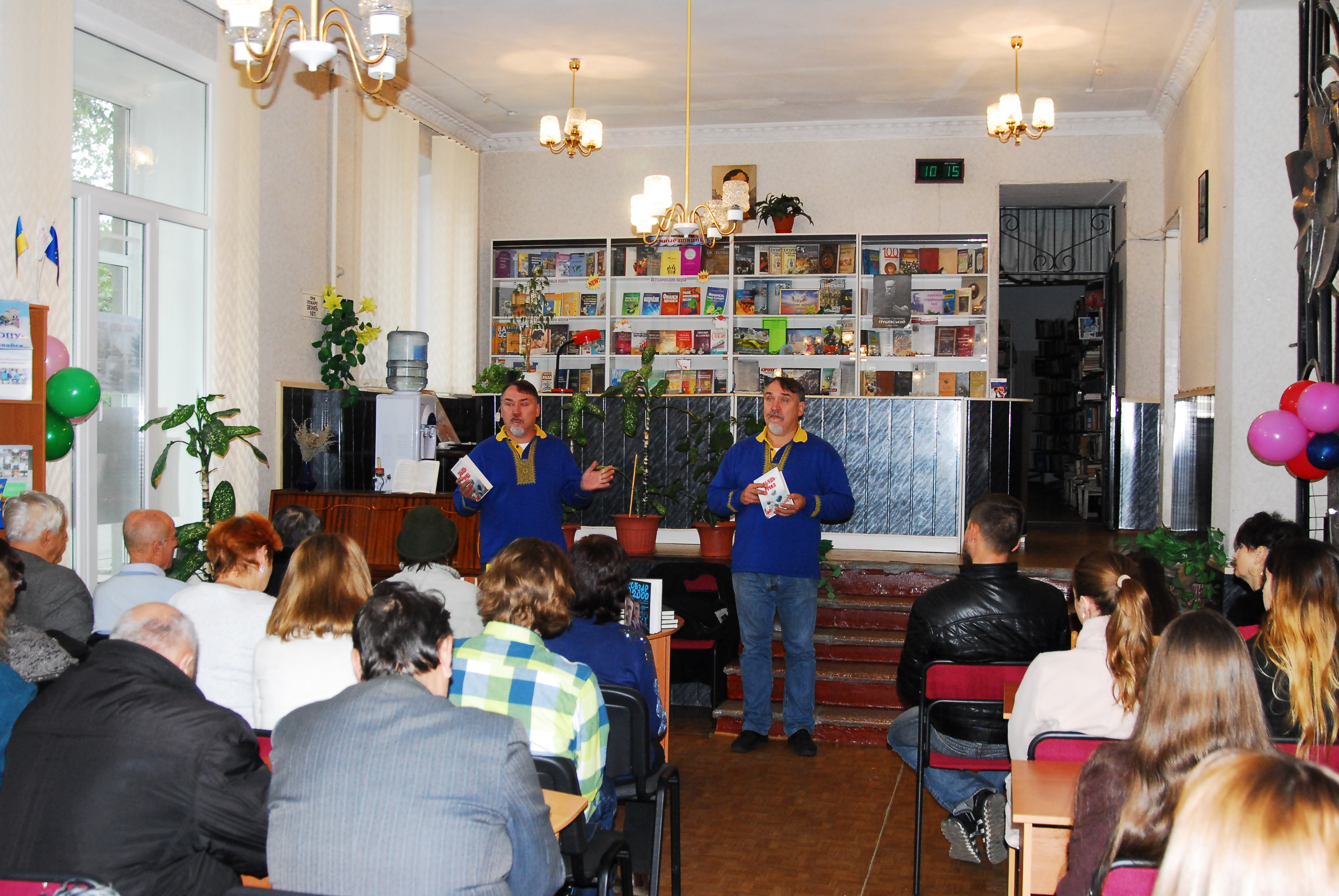

## Działalność wydawnicza
Na początku lat dziewięćdziesiątych bracia Kapranowowie wydawali moskiewską ukraińską gazetę „Gadu-gadu”(«Тинди-ринди») i pismo, zajmujące się ukraińską fantastyką „Bracia” («Брати»). Wtedy też zaczęli pisać swoją pierwszą książkę “Kobziarz 2000" (Кобзар 2000), ukończoną w 1998 roku w Kijowie.
W Kijowie Kapranowowie nie mogli opublikować swojej książki, dlatego zdecydowali, że sami założą wydawnictwo. Pierwszym książkowym projektem braci był książkowy katalog wysyłkowy „Knyhonosza” («Книгоноша»). W 1998 roku bracia Kapranowowie opublikowali katalog książek w języku ukraińskim., a w 1999 wraz z kanałem telewizyjnym „1+1” i firmą cukierniczą „Korona” zorganizowali pierwszy konkurs ukraińskiej literatury rozrywkowo-sensacyjnej „Złoty Bobok” («Золотий Бабай»).
W 2000 roku założyli wydawnictwo „Zielony pies” («Зелений пес» ). W 2001 roku opublikowali powieść “Kobziarz 2000” («Кобзар 2000») z ilustracjami Władisława Jerki. W roku 2007 wydawnictwo publikowało już ponad 60 książek rocznie. Erotyczna powieść „Kobziarz 2000” miała cztery wydania. Jesienią 2004 roku opublikowali drugą powieść "Lubczyk" («Приворотне зілля »), a w 2006 – trzecia powieść „Rozmiar ma znaczenie” («Розмір має значення»). W 2007 roku bracia opublikowali zbiór swoich artykułów zatytułowany „Prawo braci Kapranowych” («Закон Братів Капранових»). We wrześniu 2008 roku do księgarń trafiła książka „Nowe rozdziały w „Kobzariu 2000”.
Ostatnio ukazał się „Pamiętnik mojej sekretarki” («Щоденник моєї секретарки»).
W 2007 roku zainicjowali Nadzwyczajny Zjazd „Ukraina – strefa kulturalnego ubóstwa”, wynikiem zjazdu było ogłoszenie Ukrainy strefą ubóstwa kulturalnego oraz wysunięcie szeregu mających poprawić sytuację żądań i propozycji w stosunku do władz. W 2007 roku ufundowali nagrodę „Złoty namordnik” («Золотий намордник») – za pierwsze miejsce w rankingu chamstwa państwowego, przyznawanej instytucji państwowej w wyniki internetowego głosowania oraz „Złota obroża” («Золотий ошийник») – za pierwsze miejsce w rankingu zagranicznego chamstwa (przyznawane zagranicznej ambasadzie lub konsulatowi głosami internautów).
W Polsce wydawnictwo Wizja Press&IT opublikowało "Baśnie narodów byłych republik radzieckich" braci Kapranowów w 2007 roku.